# Primera División (Paraguay)
Die Primera División de Paraguay (offiziell División Profesional de la Asociación Paraguaya de Fútbol) ist die höchste Fußballliga in Paraguay. Zwölf Mannschaften spielen zwischen Februar und Dezember an 44 Spieltagen eine Apertura und eine Clausura Meisterschaft aus. Rekordsieger ist Olimpia mit 46 Titeln.

## Geschichte
Fußball, der Nationalsport in Paraguay, wurde Ende des 19. Jahrhunderts von dem niederländischen Einwanderer William Paats in Paraguay eingeführt. Lehrte er den Sport zunächst nur an einer Schule in Asunción, so wurde der Sport nach und nach immer beliebter. 1902 gründete Paats mit dem Club Olimpia den ersten paraguayischen Fußballverein. Am 25. November 1903 wurde zwischen Olimpia und dem Club Guaraní die erste Partie zweier paraguayischer Vereine ausgetragen.
Am 18. Juni 1906 gründeten die beiden Vereine zusammen mit Club Libertad, Club General Díaz und Club Nacional die Liga Paraguaya de Fútbol, Vorläufer des heutigen Verbandes, der Asociación Paraguaya de Fútbol. Diese veranstaltete sogleich die erste Fußballmeisterschaft des Landes, die nach dem Namen einer Zeitung bis 1916 als Copa el Diario abgehalten wurde. Das erste Spiel fand am 8. Juli 1906 zwischen Guaraní und Olimpia statt und endete 1:1. Zum Ende der ersten Spielzeit war Guaraní der erste Meister von Paraguay. Im Spiel um Platz zwei setzte sich Olimpia gegen Libertad durch. In den Jahren 1908 und 1922 verhinderten ein Staatsstreich und ein Bürgerkrieg die Austragung der Meisterschaft. Nachdem wegen des Chacokriegs der Wettbewerb von 1932 bis 1934 ausgesetzt wurde, wurde die Meisterschaft 1935 als nunmehr professioneller Wettbewerb wiederaufgenommen.
1910 wurde eine zweite Liga, die Copa Intendencia Municipal eingeführt deren erster Meister Club Sol de América wurde und in die erste Liga aufstieg und den Club Mbiguá ersetzte. Eine dritte Liga bestand ebenso, in der jedoch nur Jugendmannschaften antraten.
1911 etablierte sich zwischenzeitlich eine Liga von abtrünnigen Mannschaften, die Liga Centenario, ab 1916 als Asociación Paraguaya de Fútbol (nicht zu verwechseln mit dem späteren Namen des Landesverbandes) firmierte. Deren Meister waren:
- 1911: Bahía Blanca
- 1912: River Plate Asunción
- 1913: Club Libertad (Absteiger aus der LPF des Vorjahres)
- 1914: Club Libertad
- 1915: Club Atlántida
- 1916: Club Libertad
- 1917: Club Atlántida

Der Modus der Liga änderte sich im Laufe der Jahre mehrmals. In einigen Jahren wurde zwischen den besten zwei Mannschaften ein Finale um die Meisterschaft ausgetragen. In den 1950er Jahren wurde die Meisterschaft zeitweise in zwei Runden aufgeteilt, nach der die besten Teams in einem weiteren Wettbewerb den Titel ausspielten. 2008 wurde der Apertura und Clausura Modus eingeführt. Die Apertura 2009 war das 100. Turnier seit Bestehen der paraguayischen Fußballliga.
Bisher haben 8 verschiedene Mannschaften die Fußball-Meisterschaft Paraguays gewonnen. Olimpia ist mit 45 Meisterschaften die mit Abstand erfolgreichste Mannschaft des Landes. Dahinter folgen Cerro Porteño mit 33 Titeln und Libertad mit 21 Meisterschaften. Bisher konnte nur eine Mannschaft aus einer anderen Stadt als der Hauptstadt Asunción den nationalen Titel holen, Presidente Hayes aus der gleichnamigen Stadt im Jahr 1952. International ist Olimpia der einzige paraguayische Verein, der Titel gewinnen konnte. Dazu zählen der Weltpokal 1979 und 3 Erfolge in der Copa Libertadores (1979, 1990, 2002).

## Modus

### Liga
12 Mannschaften nehmen an der Liga teil. Die Saison wird normalerweise von Februar bis Dezember ausgetragen. Die Begegnungen finden samstags und sonntags statt, in einigen Wochen wird auch mittwochs gespielt.
Die paraguayische Meisterschaft wird im Apertura und Clausura Modus ausgetragen. Die Apertura findet von Februar bis Juni oder Juli statt, die Clausura startet im Juli und endet im Dezember. Für beide Wettbewerbe wird ein eigener Titel vergeben, sodass es während eines Kalenderjahres zwei paraguayische Fußballmeister gibt.
Die zwei Mannschaften, die in den vergangenen drei Jahren durchschnittlich die wenigsten Punkte erzielt haben, steigen ab und werden durch den Meister und Vizemeister der zweiten Liga (División Intermedia) ersetzt.

### International
Paraguay erhält sechs internationale Startplätze, drei für die Copa Libertadores und drei für die Copa Sudamericana. Die beiden Meister von Apertura und Clausura nehmen automatisch an der Copa Libertadores teil. Zur Bestimmung der weiteren Plätze, die zur Teilnahme an den internationalen Wettbewerben berechtigen, werden die Tabellen von Apertura und Clausura aggregiert. Die Mannschaft, die neben den beiden Meistern insgesamt die meisten Punkte geholt hat, nimmt den dritten Platz in der Copa Libertadores ein. Gewinnt ein Team sowohl Apertura als auch Clausura, so nimmt die drittbeste Mannschaft ebenfalls an der Copa Libertadores teil. Der erste Platz in der Copa Sudamericana wird dem in der aggregierten Tabelle besten Meister zugesprochen. Dies hat zur Folge, dass ein paraguayisches Team in einer Saison sowohl in der Copa Libertadores als auch in der Copa Sudamericana spielt. Die beiden weiteren Plätze für die Copa Sudamericana erlangen die übrig gebliebenen zwei besten Teams, die noch keinen internationalen Platz zugewiesen bekommen haben. Internationale Begegnungen werden dienstags, mittwochs und donnerstags ausgetragen.

## Mannschaften der Saison 2023
| Verein              | Stadt                       | Stadion                     | Kapazität |
| ------------------- | --------------------------- | --------------------------- | --------- |
| Cerro Porteño       | Asunción                    | Estadio General Pablo Rojas | 45.000    |
| General Caballero   | Doctor Juan León Mallorquín | Estadio Ka'arendy           | 3.000     |
| Guaireña            | Villarrica                  | Estadio Parque del Guairá   | 12.000    |
| Guaraní             | Asunción                    | Estadio Rogelio Livieres    | 8.000     |
| Libertad            | Asunción                    | Estadio Dr. Nicolás Leoz    | 10.000    |
| Nacional            | Asunción                    | Estadio Arsenio Erico       | 7.000     |
| Olimpia             | Asunción                    | Estadio Manuel Ferreira     | 25.000    |
| Resistencia         | Asunción                    | Estadio Tomás Beggan Correa | 3.500     |
| Sportivo Ameliano   | Asunción                    | Estadio José Tomás Silva    | 800       |
| Sportivo Luqueño    | Luque                       | Estadio Feliciano Cáceres   | 27.000    |
| Sportivo Trinidense | Asunción                    | Estadio Martín Torres       | 3.000     |
| Tacuary             | Asunción                    | Estadio Toribio Vargas      | 3.000     |

## Titelträger

### Meister nach Verein
| Verein           | Anzahl Titel |
| ---------------- | ------------ |
| Olimpia          | 46           |
| Cerro Porteño    | 34           |
| Libertad         | 24           |
| Guaraní          | 11           |
| Nacional         | 9            |
| Sol de América   | 2            |
| Sportivo Luqueño | 2            |
| Presidente Hayes | 1            |

### Meister nach Jahr

#### Amateur-Ära
- 1906 Guaraní
- 1907 Guaraní
- 1908 keine Meisterschaft
- 1909 Nacional
- 1910 Libertad
- 1911 Nacional
- 1912 Olimpia
- 1913 Cerro Porteño
- 1914 Olimpia
- 1915 Cerro Porteño
- 1916 Olimpia
- 1917 Olimpia
- 1918 Cerro Porteño
- 1919 Cerro Porteño
- 1920 Libertad
- 1921 Guaraní
- 1922 keine Meisterschaft
- 1923 Guaraní
- 1924 Nacional
- 1925 Olimpia
- 1926 Nacional
- 1927 Olimpia
- 1928 Olimpia
- 1929 Olimpia
- 1930 Libertad
- 1931 Olimpia
- 1932 keine Meisterschaft
- 1933 keine Meisterschaft
- 1934 keine Meisterschaft

#### Profiliga
- 1935 Cerro Porteño
- 1936 Olimpia
- 1937 Olimpia
- 1938 Olimpia
- 1939 Cerro Porteño
- 1940 Cerro Porteño
- 1941 Cerro Porteño
- 1942 Nacional
- 1943 Libertad
- 1944 Cerro Porteño
- 1945 Libertad
- 1946 Nacional
- 1947 Olimpia
- 1948 Olimpia
- 1949 Guaraní
- 1950 Cerro Porteño
- 1951 Sportivo Luqueño
- 1952 Presidente Hayes
- 1953 Sportivo Luqueño
- 1954 Cerro Porteño
- 1955 Libertad
- 1956 Olimpia
- 1957 Olimpia
- 1958 Olimpia
- 1959 Olimpia
- 1960 Olimpia
- 1961 Cerro Porteño
- 1962 Olimpia
- 1963 Cerro Porteño
- 1964 Guaraní
- 1965 Olimpia
- 1966 Cerro Porteño
- 1967 Guaraní
- 1968 Olimpia
- 1969 Guaraní
- 1970 Cerro Porteño
- 1971 Olimpia
- 1972 Cerro Porteño
- 1973 Cerro Porteño
- 1974 Cerro Porteño
- 1975 Olimpia
- 1976 Libertad
- 1977 Cerro Porteño
- 1978 Olimpia
- 1979 Olimpia
- 1980 Olimpia
- 1981 Olimpia
- 1982 Olimpia
- 1983 Olimpia
- 1984 Guaraní
- 1985 Olimpia
- 1986 Sol de América
- 1987 Cerro Porteño
- 1988 Olimpia
- 1989 Olimpia
- 1990 Cerro Porteño
- 1991 Sol de América
- 1992 Cerro Porteño
- 1993 Olimpia
- 1994 Cerro Porteño
- 1995 Olimpia
- 1996 Cerro Porteño
- 1997 Olimpia
- 1998 Olimpia
- 1999 Olimpia
- 2000 Olimpia
- 2001 Cerro Porteño
- 2002 Libertad
- 2003 Libertad
- 2004 Cerro Porteño
- 2005 Cerro Porteño
- 2006 Libertad
- 2007 Libertad

#### Apertura und Clausura
| Jahr | Apertura      | Clausura      |
| ---- | ------------- | ------------- |
| 2008 | Libertad      | Libertad      |
| 2009 | Cerro Porteño | Nacional      |
| 2010 | Guaraní       | Libertad      |
| 2011 | Nacional      | Olimpia       |
| 2012 | Cerro Porteño | Libertad      |
| 2013 | Nacional      | Cerro Porteño |
| 2014 | Libertad      | Libertad      |
| 2015 | Cerro Porteño | Olimpia       |
| 2016 | Libertad      | Guaraní       |
| 2017 | Libertad      | Cerro Porteño |
| 2018 | Olimpia       | Olimpia       |
| 2019 | Olimpia       | Olimpia       |
| 2020 | Cerro Porteño | Olimpia       |
| 2021 | Libertad      | Cerro Porteño |
| 2022 | Libertad      | Olimpia       |
| 2023 | Libertad      | Libertad      |
| 2024 | Libertad      |               |